# Drets televisius de la Copa del Món de Futbol de 2018
La FIFA, a través de diverses empreses, ven els drets televisius de la Copa del Món de Futbol de 2018 a les següents cadenes i emissores. 

## Televisió
| País/Regió           | Cadena de televisió                                        |
| -------------------- | ---------------------------------------------------------- |
| Afganistan           | ATN                                                        |
| Albània              | RTSH                                                       |
| Alemanya             | ARD, ZDF, Sky Sport, DAZN                                  |
| Andorra              | TF1, Mediaset España, beIN Sports                          |
| Angola               | TPA, Kwesé Spots, SuperSport, StarTimes, Canal+            |
| Argentina            | TV Pública, TyC Sports, DirecTV                            |
| Armènia              | ARMTV                                                      |
| Àustria              | ORF, OE24, DAZN                                            |
| Austràlia            | SBS, Optus Sport                                           |
| Azerbaidjan          | İTV, AzTV                                                  |
| Bahames              | ZNS, DirecTV                                               |
| Bangladesh           | BTV, Maasranga TV, Nagorik TV, Sony Pictures Networks      |
| Bèlgica              | VRT, RTBF                                                  |
| Benín                | ORTB, Kwesé Sports, SuperSport, StarTimes, Canal+          |
| Bermudes             | BBC, DirecTV                                               |
| Belarús              | BTRC                                                       |
| Bolívia              | UniteI, Red Uno, DirecTV                                   |
| Bòsnia i Hercegovina | BHRT                                                       |
| Brasil               | Globo, SporTV, Fox Sports                                  |
| Brunei               | Astro                                                      |
| Bulgària             | BNT                                                        |
| Burkina Faso         | RTB, Kwesé Sports, SuperSport, StarTimes, Canal+           |
| Bhutan               | Sony Pictures Networks                                     |
| Cambodja             | CBS                                                        |
| Camerun              | CRTV, Kwesé Sports, SuperSport, StarTimes, Canal+          |
| Canadà               | CTV, RDS, TSN                                              |
| Colòmbia             | Caracol TV, RCN TV, DirecTV                                |
| Rep. del Congo       | Télé Congo, Kwesé Sports, SuperSport, StarTimes, Canal+    |
| Corea del Nord       | KCTV                                                       |
| Corea del Sud        | KBS, MBC, SBS                                              |
| Costa d'Ivori        | RTI, Kwesé Sports, SuperSport, StarTimes, Canal+           |
| Costa Rica           | Teletica, Sky, Movistar                                    |
| Croàcia              | HRT                                                        |
| Cuba                 | ICRT                                                       |
| Dinamarca            | DR, TV 2                                                   |
| Dominica             | Sky, DirecTV                                               |
| República Dominicana | Antena 7, Sky                                              |
| Equador              | RTS, DirecTV                                               |
| Eslovàquia           | RTVS                                                       |
| Eslovènia            | RTVSLO                                                     |
| Espanya              | Mediaset España                                            |
| Estats Units         | Fox Sports, Telemundo                                      |
| Estònia              | ERR                                                        |
| Illes Fèroe          | DR, TV 2                                                   |
| Finlàndia            | Yle                                                        |
| Filipines            | ABS-CBN                                                    |
| França               | TF1, beIN Sports                                           |
| Gabon                | RTG, Kwesé Sports, SuperSport, StarTimes, Canal+           |
| Gàmbia               | GRTS, Kwesé Sports, SuperSport, StarTimes, Canal+          |
| Geòrgia              | GPB                                                        |
| Ghana                | GBC, Kwesé Sports, SuperSport, StarTimes, Canal+           |
| Grècia               | ERT                                                        |
| Groenlàndia          | DR, TV 2                                                   |
| Guatemala            | TV Azteca, Tigo Sports, Sky, Movistar                      |
| Guinea               | RTG, Kwesé Sports, SuperSport, StarTimes, Canal+           |
| Hondures             | TVC, Sky, Movistar                                         |
| Hong Kong            | RTHK, ViuTV, Now TV                                        |
| Hongria              | MTVA                                                       |
| Índia                | Jio TV, AirTel TV, Sony Pictures Networks                  |
| Indonèsia            | Trans Media, K-Vision, SuperPass, USeeTV                   |
| Iran                 | IRIB, beIN Sports                                          |
| Irlanda              | RTÉ                                                        |
| Islàndia             | RÚV                                                        |
| Israel               | KAN, Keshet, Sport 5, Charlton                             |
| Itàlia               | Mediaset                                                   |
| Jamaica              | TVJ, DirecTV                                               |
| Japó                 | Fuji TV, NHK, NTV, TBS, TV Asahi, TV Tokyo                 |
| Kazakhstan           | Qazaqstan                                                  |
| Kenya                | NTV, Kwesé Sports, SuperSport, StarTimes, Canal+           |
| Kirguizstan          | KTRK                                                       |
| Kosovo               | RTK                                                        |
| Laos                 | TVLAO                                                      |
| Letònia              | LTV                                                        |
| Líban                | Télé Livan, beIN Sports                                    |
| Liechtenstein        | SRG SSR                                                    |
| Lituània             | LRT                                                        |
| Macau                | TDM                                                        |
| Madagascar           | ORTM, Kwesé Sports, SuperSport, StarTimes, Canal+          |
| Malàisia             | Astro, RTM                                                 |
| Maldives             | PSM, Sony Pictures Networks                                |
| Mali                 | Africable, Kwesé Sports, SuperSport, StarTimes, Canal+     |
| Malta                | PBS                                                        |
| Marroc               | SNRT, beIN Sports                                          |
| Maurici              | MBC, Kwesé Sports, SuperSport, StarTimes, Canal+           |
| Mèxic                | Televisa, TV Azteca, Sky México                            |
| Moçambic             | TVM, TV Miramar, TV Sucesso, Kwesé Sports, SuperSport      |
| Moldàvia             | TRM                                                        |
| Mònaco               | TF1, beIN Sports                                           |
| Mongòlia             | NTV, MNB                                                   |
| Montenegro           | RTCG                                                       |
| Myanmar              | Skynet Sports                                              |
| Namíbia              | NBC, Kwesé Sports, SuperSport, StarTimes, Canal+           |
| Nepal                | NTV, Kantipur TV, Sony Pictures Networks                   |
| Nicaragua            | Ratensa, Sky, Movistar                                     |
| Níger                | ORTN, Kwesé Sports, SuperSport, StarTimes, Canal+          |
| Nigèria              | NTA, Kwesé Sports, SuperSport, StarTimes, Canal+           |
| Noruega              | NRK, TV 2                                                  |
| Nova Zelanda         | Sky Sport                                                  |
| Països Baixos        | NOS                                                        |
| Pakistan             | PTV, Sony Pictures Networks                                |
| Panamà               | Corporación Medcom, Televisora Nacional, Sky, Movistar     |
| Papua Nova Guinea    | EM TV, Sky Pacific                                         |
| Paraguai             | SNT, Telefuturo, TyC, DirecTV                              |
| Perú                 | Latina, DirecTV                                            |
| Polònia              | TVP, NC+                                                   |
| Portugal             | RTP, SIC, SportTV                                          |
| Regne Unit           | BBC, ITV                                                   |
| Romania              | TVR                                                        |
| Rússia               | Perviy Kanal, VGTRK, Match TV                              |
| Ruanda               | RBA, Kwesé Sports, SuperSport, StarTimes, Canal+           |
| El Salvador          | TCS, Sky                                                   |
| San Marino           | Mediaset                                                   |
| Senegal              | RTS, Kwesé Sports, SuperSport, StarTimes, Canal+           |
| Sèrbia               | RTS                                                        |
| Seychelles           | SBC, Kwesé Sports, SuperSport, StarTimes, Canal+           |
| Singapur             | Mediacorp, Singtel, StarHub                                |
| Sri Lanka            | Sri Lanka Rupavahini Corporation, Sony Pictures Networks   |
| Sud-àfrica           | SABC, SuperSport, StarTimes                                |
| Suècia               | SVT, TV4                                                   |
| Suïssa               | SRG SSR, DAZN                                              |
| Surinam              | SCCN, DirecTV                                              |
| Tadjikistan          | Varzish TV                                                 |
| Tailàndia            | TrueVisions, Channel 5, Amarin TV                          |
| Taiwan               | ELTA, CTS                                                  |
| Tanzània             | TBC, Kwesé Sports, SuperSport, StarTimes, Canal+           |
| Timor Oriental       | ETO Telco                                                  |
| Togo                 | TVT, Kwesé Sports, SuperSport, StarTimes, Canal+           |
| Trinitat i Tobago    | CNC3, DirecTV                                              |
| Tunísia              | ERTT, beIN Sports                                          |
| Turquia              | TRT                                                        |
| Txad                 | ORTNV, Kwesé Sports, SuperSport, StarTimes, Canal+         |
| Txèquia              | ČT                                                         |
| Ucraïna              | Inter, NTN                                                 |
| Uganda               | BBS, Kwesé Sports, SuperSport, StarTimes, Canal+           |
| Uruguai              | Monte Carlo, Canal 10, Teledoce, TyC, DirecTV              |
| Uzbekistan           | Uzreport TV, Futbol TV                                     |
| Ciutat del Vaticà    | Mediaset                                                   |
| Veneçuela            | Venevisión, TVes, Meridiano Televisión, VC Sports, DirecTV |
| Vietnam              | VTV                                                        |
| Xile                 | Canal 13, TVN, Mega, DirecTV, Movistar                     |
| R.P. de la Xina      | CCTV, Migu, Youku                                          |
| Xipre                | CyBC                                                       |
| Zàmbia               | Muvi TV, Kwesé Sports, SuperSport, StarTimes, Canal+       |